# 拉古納比奇 (明尼蘇達州)
拉古納比奇（英語：Lagoona Beach）是位於美國明尼蘇達州大石湖縣大石湖鎮區的一個非建制地區。

## 地理
拉古納比奇所處的海拔為高於海平面296米（即971英呎），而該地所採用的時區為UTC-6，即北美中部時區（CST）。同時該地設有夏令時間，為UTC-6調快一小時，即UTC-5（CDT）。